# Pomphochorema chilensis
Pomphochorema chilensis is een schietmot uit de
familie Hydrobiosidae. De soort komt voor in het Neotropisch gebied.